# Appio Claudio Pulcro (console 54 a.C.)
Appio Claudio Pulcro (in latino: Appius Claudius Pulcher; Roma, 97 a.C. – Balcani, 49 a.C.) è stato un generale romano.

## Biografia
Figlio dell'omonimo Appio Claudio Pulcro, console nel 79 a.C., dopo la morte del padre, nel 76 a.C., fu lui a prendersi carico delle notevoli difficoltà economiche che la sua famiglia dovette affrontare: aveva infatti due fratelli, Gaio Claudio Pulcro e Publio Claudio Pulcro, che cambiò più tardi il suo nome in Publio Clodio Pulcro, e tre sorelle, Clodia Pulcra Prima, Clodia Pulcra Seconda e Clodia Pulcra Terza.
Iniziò la sua carriera politica servendo in Oriente sotto Lucio Licinio Lucullo durante le guerre mitridatiche tra il 72 e il 70 a.C. e trattando, senza successo, la consegna dello stesso Mitridate con il re d'Armenia, Tigrane II. Plutarco racconta che, invitato dal re d'Armenia, Tigrane, ad attenderlo ad Antiochia, Appio poté mettersi in contatto con molti dei principi greco-orientali, stanchi di essere sottoposti al dominio armeno (come Zarbieno di Gordiene), ed a cui fu promesso l'aiuto del proconsole romano Lucullo. L'incontro tra Appio e Tigrane viene descritto come segue:
(Plutarco, Vite parallele, Lucullo, 21.6-7.)
Tornato a Roma, nel 63 a.C., durante la congiura di Catilina, collaborò con il console Marco Tullio Cicerone, contribuendo a raccogliere le deposizioni degli ambasciatori dei Galli Allobrogi che permisero di incriminare i complici di Lucio Sergio Catilina.
Nel 58 a.C. collaborò con il fratello Publio che rivestiva, in quell'anno, la carica di tribuno della plebe, e l'anno successivo ottenne la pretura. Anche in questa occasione tentò di favorire la politica del fratello Publio, contribuendo ad ostacolare, seppur infruttuosamente, il ritorno a Roma di Cicerone, ed agevolando la sua elezione ad edile curule per l'anno successivo.
Nel 56 a.C. fu propretore della provincia di Sardegna e Corsica, e nel 56 a.C. partecipò all'incontro dei triumviri Gaio Giulio Cesare, Pompeo Magno e Marco Licinio Crasso presso Lucca, dove si fece mediatore del riavvicinamento tra il fratello Clodio e Pompeo. Nel 55 a.C., dopo un'intensa campagna elettorale finanziata dal denaro reperito dal fratello Clodio in Oriente, fu eletto console per l'anno successivo;
Durante il suo consolato venne esposto in Senato un complotto, che Appio aveva ordito con la complicità del collega Lucio Domizio Enobarbo con l'intento di assicurarsi il proconsolato in una ricca provincia d'Oriente, dove intendeva rifarsi delle spese elettorali: il complotto prevedeva che i candidati Gaio Memmio e Gneo Domizio Calvino, se eletti consoli con l'aiuto di Appio e di Enobarbo, avrebbero dovuto pagare loro una tangente di 40000 o 400000 sesterzi, o altrimenti corrompere due ex consoli e tre auguri che giurassero di essere stati testimoni alla promulgazione di una lex curiata che assegnava a loro una provincia. In caso questi non fossero stati trovabili, Appio avrebbe utilizzato i soldi della tangente per assicurarsi ad ogni modo una provincia, cosa che poi fece. Questa pactio, come definita da Cicerone, fu pubblicamente rivelata da Memmio in Senato, dando luogo ad un enorme scandalo, che avrebbe portato in processo tutti i candidati al consolato di quell'anno: Memmio, Domizio Calvino, Scauro e Messalla.
(Marco Tullio Cicerone, Epistulae ad Familiares I, 9, 25, lettera a Publio Cornelio Lentulo Spintere, governatore della Cilicia nel 54 a.C.)
Appio ottenne ugualmente il governatorato della Cilicia per il 53 a.C., e tornato a Roma, nel 52 a.C., fu tra coloro che si occuparono dell'accusa contro Tito Annio Milone, colpevole di aver ucciso il fratello di Appio, Clodio.
Nel 50 a.C. Appio rivestì la censura, comportandosi con estrema rigidità; l'anno successivo, dopo lo scoppio della guerra civile tra Cesare e Pompeo, raggiunse le armate di quest'ultimo nella penisola balcanica, dove morì, tuttavia, di malattia.

## Famiglia
Qua sotto c'è la ricostruzione della gens Claudia:
```
                c.138                         c.164
            ignota = (2) Ap.Claudius Pulcher (1) = Antistia
         (Fonteia?)|       cos.143, cens.136     |(Vetorum)
                   |        (c.186-130)          |
                   |                             |
                   |          ___________________|__________
                   |         |         |         |          | c.143
                   |      Claudia   Claudia  Ap.Pulcher  Claudia = Q.Philippus
     ______________|      Vestale   minor   (c.159-135/1) Tertia | IIIvir monetale c.129
    |              |      c.163     Gracchi      |          c.157|   c.160s
C.Pulcher     Ap.Pulcher              c.161      x               |
(c.136-92)    (c.130-76)                                 ________|______
  cos.92        cos.79                                  |               |
                   |                               L.Philippus     Q.Philippus
                   |                              (c.141-c.74)    (c.143-c.105)
                   |                                 cos.91
                   |
    _______________|_______________________________________________________________________
   |               |              |             |              |             |             |
Claudiae    Claudia Tertia  
APPIUS PULCHER
  C.Pulcher   Claudia Quarta   P.Clodius Claudia  Quinta
maior et     Q.Marci Regis  (97-49) cos.54  (96-c.30s)  Metelli Celeris  tr.pl.58    L.Luculli
minor          (c.98)      augure cens.50   pr.56        (c.94)       (93-53)     (b.92/0)
(100-99)
```